# Phaon
Phaon is een geslacht van libellen (Odonata) uit de familie van de beekjuffers (Calopterygidae).

## Soorten
Phaon omvat 2 soorten:
- Phaon camerunensis Sjöstedt, 1900
- Phaon iridipennis (Burmeister, 1839)